# 宣武门西大街
39°53′54″N 116°21′50″E / 39.89824°N 116.36392°E
宣武门西大街是位于北京市西城区中部的一条大街。

## 简介
宣武门西大街东起宣武门，与宣武门东大街连接，向西到天宁寺桥，连接广安门北滨河路及广安门北街。因位于北京内城宣武门以西而得名。
1910年代至1920年代，此处是中华民国国会参众两院所在地。如今的新华社大门口向东原来有一条小胡同，称为“众议院夹道”，当时众议院便设在今新华社院内，参议院则设在原中央音乐学院附中，即今新华社印刷厂院内。参议院内的原有建筑大部分已拆除，仅余一两座小建筑。众议院内的国会礼堂以及圆楼等等保存完好，如今是新华社的大礼堂以及办公用房。大礼堂便是当年的国会议场，为参众两院开会之处，圆楼是当年北洋政府时期几位中华民国总统召集议长们开会之处。北洋政府时期，在此设众议院，曹锟等总统便是在此选举出来。大礼堂及圆楼都建于中华民国初年。座椅上带有五星图案，五星的五个角原来是红、黄、蓝、白、黑五色，代表汉、满、蒙、回、藏五族共和。礼堂内设一百余个座位，楼上设有包厢。大礼堂及圆楼是全国重点文物保护单位。
宣武门以西一带，原来是金中都城的东北角，元大都城的西南角，明清时期北京内城和北京外城的交接处。如今的新华社的大院，在明清时期曾是专供皇家食米用的碾房，后来改成象园，最多曾同时养过上百头大象。这些大象都是从南方运来，入西便门，经过一小桥，便来到象园，这段大象途经的道路，被称为“象来街”。中华人民共和国成立后，在建设中曾经发现汉白玉小象一尊，大象骨头若干批，专门为大象洗澡而兴建的水池的大青石条若干。